# Academie voor Schone Kunsten Helsinki

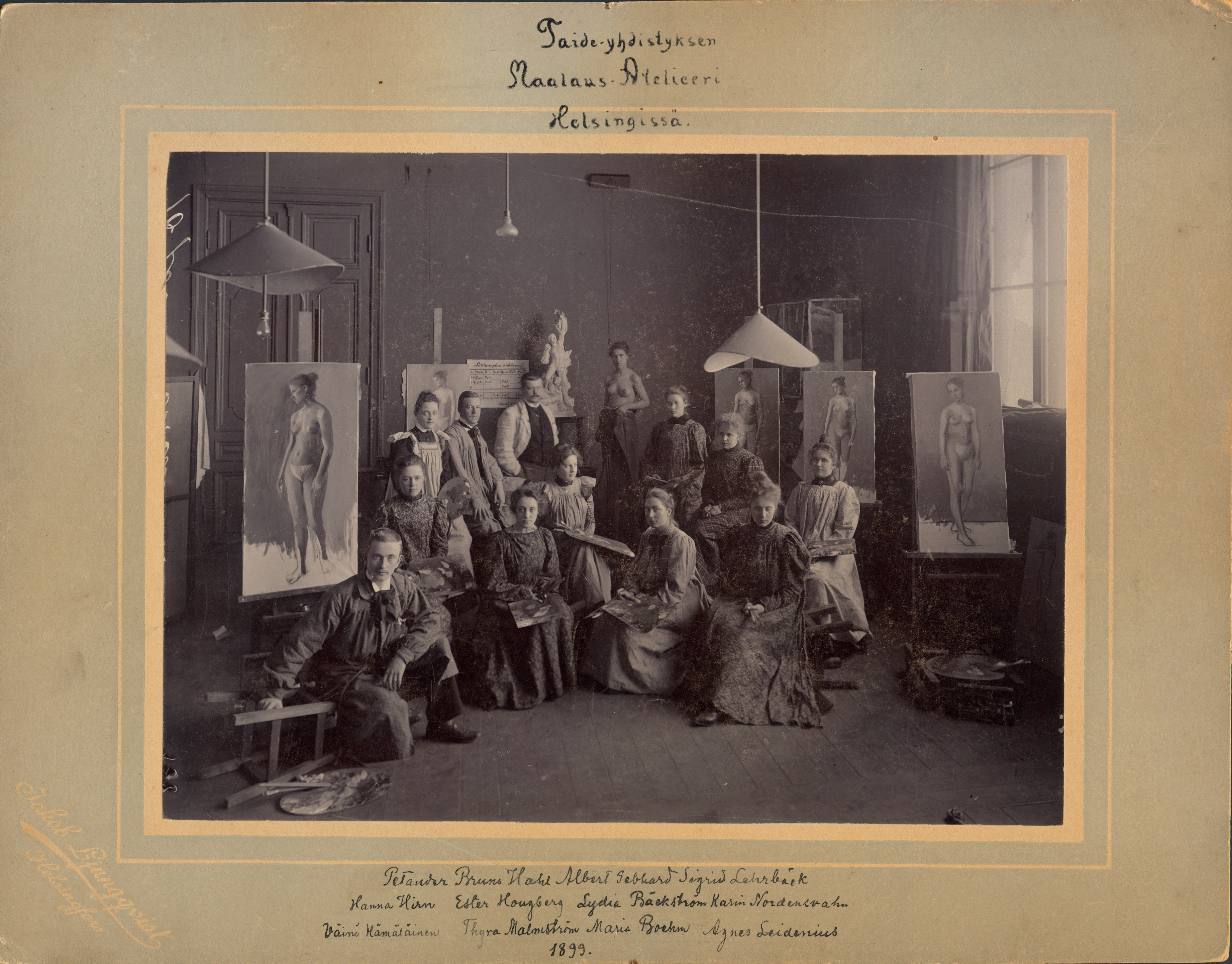
Studenten van de Tekenschool in 1899

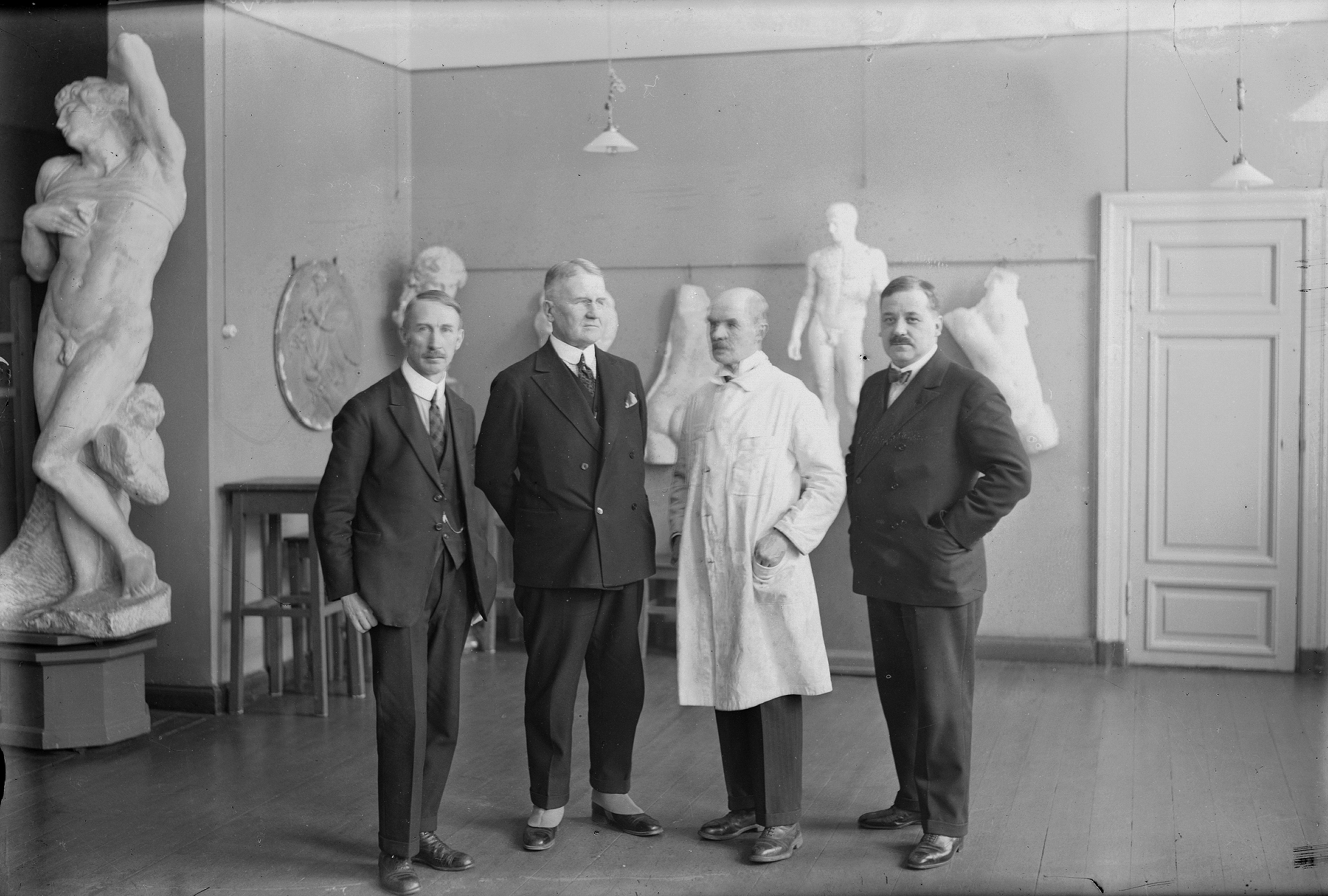
Docenten van het Ateneum in 1930

De Academie voor Beeldende Kunst (Fins, voluit: Taideyliopiston Kuvataideakatemia, Zweeds, voluit: Konstuniversitets Bildkonstakademi) in Helsinki is een universitaire beeldende-kunstopleiding in Finland. De academie vormt sinds 2013 een onderdeel van de Universiteit voor de Kunsten van Helsinki. De academie is gevestigd in de wijk Vallila.

## Geschiedenis
De academie werd in 1848 opgericht door de Finse Kunstvereniging (Suomen Taideyhdistys) en heette tot 1939 de Tekenschool van de Finse Kunstvereniging (Suomen Taideyhdistyksen piirustuskoulu). Tussen 1939 en 1985 stond het instituut bekend als de School van de Finse Kunstacademie (Suomen Taideakatemian koulu). De instelling werd ook Ateneum genoemd, omdat ze het gebouw deelde met het gelijknamige museum. In 1985 werd het de Academie voor Beeldende Kunst (Kuvataideakatemia). 
In 1998 werd het onderwijs op universitair niveau gebracht, waar de studenten na een studie van drie en een half jaar de graad van bachelor kunnen halen en na twee jaar extra studie het master-diploma. De doelstelling van de academie bestaat erin de studenten een brede professionele artistieke opleiding te geven met onder meer aandacht voor de nieuwe ontwikkelingen in de hedendaagse kunst.
In 2013 fuseerde de Academie voor Beeldende Kunst met de Sibeliusacademie en de Theateracademie tot de Universiteit voor de Kunsten van Helsinki.  
De academie verzorgt opleidingen op het gebied van ‘bewegende beelden’, schilderkunst, fotografie, grafiek, sculptuur en in installaties in ruimte en tijd.

## Bekende oud-leerlingen
- Robert Stigell